# Klassik im Taunus

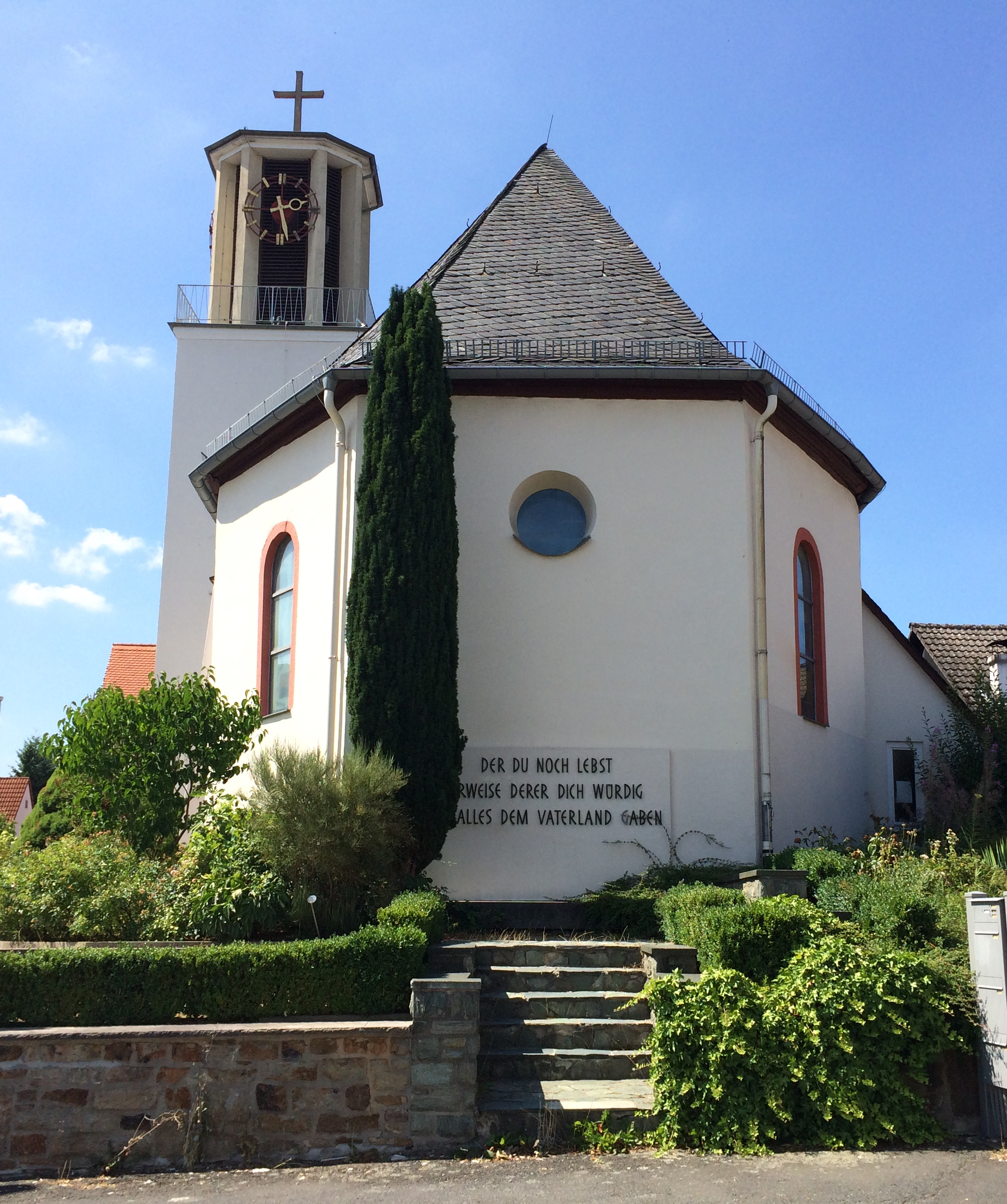
Evangelische Kirche Oberstedten

Klassik im Taunus war eine Konzertreihe von 2015 bis 2019, die im Großraum Taunus ganzjährig Konzerte mit überwiegend klassischer Musik veranstaltete.
Gegründet von der Sopranistin Nina Vitol, begann die Konzertreihe „Klassik im Taunus“ am 9. Oktober 2015 in der Evangelischen Kirche Oberstedten. Das Eröffnungskonzert wurde von dem Cellisten Gavriel Lipkind und dem Pianisten Roman Zaslavsky bestritten. Künstler und Ensembles wie Avi Avital, das Artis-Quartett, Tanja Ariane Baumgartner, Gerold Huber, Elisabeth Leonskaja, Roman Zaslavsky, Gavriel Lipkind, Ksenija Sidorova, Stefan Temmingh, Nina Vitol, Dina Yoffe, Hilko Dumno, Johannes Martin Kränzle und das Ensemble Quatuor Modigliani traten mit vielfältigen Konzertprogrammen auf.
Die ersten zwei Konzerte wurden von der Evangelischen Gemeinde Oberstedten veranstaltet. Alle weiteren Konzerte lagen in der Verantwortung des Vereins „Klassik im Taunus e.V.“. Neben der Evangelischen Kirche Oberstedten sind weitere Spielstätten die Schlosskirche Bad Homburg (im Landgrafenschloss Bad Homburg) und die Stadthalle Oberursel.
Im September 2016 übernahm der hessische Minister für Wissenschaft und Kunst, später der Präsident des Hessischen Landtages, Boris Rhein, die Schirmherrschaft über „Klassik im Taunus“. 2017 zeichnete das Label EuroArts Music International in der Schlosskirche Bad Homburg eines der Konzerte der Reihe, einen Klavierabend mit Roman Zaslavsky, von dem Schauspieler Felix von Manteuffel moderiert, als Videoproduktion auf. 2018 erhielt der Verein erstmals eine Landesförderung über 500 €. Im Zuge der COVID-19-Pandemie entfielen alle Veranstaltungen für 2020, die Konzertreihe wurde seitdem nicht wieder aufgenommen (Stand: Januar 2024).
Die künstlerische Leitung der Konzertreihe lag in den Händen von Nina Vitol.